# 's-Gravendijkwal
De  's-Gravendijkwal is een belangrijke doorgaande weg ten westen van het centrum van Rotterdam. De 's-Gravendijkwal maakt deel uit van de tunneltraverse en de stadsroute S100 Centrumring, en ligt tussen de 1e Middellandstraat en de Westzeedijk.
De 's-Gravendijkwal maakt deel uit van het stedenbouwkundige plan dat Gerrit J. de Jongh, directeur van Gemeentewerken Rotterdam, ontwierp toen Rotterdam de gemeente Delfshaven in 1886 annexeerde. In het oosten van het grondgebied van Delfshaven was het Oude Westen ontstaan zonder dat daar enig plan aan ten grondslag lag. De nieuw te bouwen wijk Middelland moest meer allure uitstralen. De 's-Gravendijkwal, de Henegouwerlaan en de Mathenesserlaan werden in het plan als brede statige lanen ontworpen. Tot het begin van de jaren dertig eindigde de 's-Gravendijkwal bij het Land van Hoboken ter hoogte van de huidige Rochussenstraat.
Toen de Maastunnel tussen 1937 en 1942 werd aangelegd werd ook de tunneltraverse gebouwd. De 's-Gravendijkwal veranderde in een stadsautoweg die gedeeltelijk verdiept werd aangelegd. Deze verkeersroute wordt ook tegenwoordig nog zeer intensief gebruikt.
Eind 2007 nam de gemeenteraad twee moties aan tot overdekking van de verdiepte weg. Daarbij zal tevens verdieping van het kruispunt met de 1e Middellandstraat worden onderzocht.
Sinds 2015 is de 's-Gravendijkwal afgesloten voor vrachtauto's. De Rotterdamse gemeenteraad heeft tot deze maatregel besloten met het oog op de luchtkwaliteit. Elektrische vrachtwagens en de wagens van hulpdiensten zijn van de maatregel uitgezonderd.
Vanaf juni 2020 is één baan van de 's-Gravendijkwal richting de Maastunnel afgesloten voor al het verkeer uitgezonderd hulpdiensten; dit was in het kader van een reeks verkeersexperimenten om de stad schoner en autoluw te maken. Mei 2021 werd het experiment verlengd en uitgebreid, behalve de rijbaan die is gesloten voor verkeer richting de tunnel, wordt ook een rijbaan vanuit de Maastunnel afgesloten. Aan de zuidkant van de tunnel, op de Pleinweg, is ook in beide richtingen een rijbaan afgesloten.
Admiraal de Ruyterweg ·
Admiraliteitskade ·
Aert van Nesstraat ·
Baan ·
Batavierenstraat ·
Beukelsdijk ·
Beursplein ·
Beurstraverse ·
Binnenweg ·
Binnenwegplein ·
Binnenrotte ·
Blaak ·
Boezemweg ·
Boompjes ·
Bosland ·
Botersloot ·
Burgemeester van Walsumweg ·
Churchillplein ·
Coolsingel ·
Coolvest ·
Eendrachtsplein ·
Eendrachtsweg ·
Geldersekade ·
Goudsesingel ·
's-Gravendijkwal ·
Haagseveer ·
Henegouwerlaan ·
Hofdijk ·
Hofplein ·
Hoogstraat ·
Jonker Fransstraat ·
Karel Doormanstraat ·
Kipstraat ·
Kolk ·
Koningin Emmaplein ·
Korte Hoogstraat ·
Kruiskade ·
Kruisplein ·
Leuvehoofd ·
Lijnbaan ·
Lombardkade ·
Maasboulevard ·
Mariniersweg ·
Mathenesserlaan ·
Mauritsweg ·
Meent ·
Museumpark ·
Oostmolenwerf ·
Oostplein ·
Oude Binnenweg ·
Parkkade ·
Parklaan ·
Pim Fortuynplaats ·
Plein 1940 ·
Pompenburg ·
Rochussenstraat ·
Saftlevenstraat ·
Schiedamsedijk ·
Schiedamse Vest ·
Schouwburgplein ·
Spaansekade ·
Stadhuisplein ·
Stationsplein ·
Stroveer ·
Van Oldenbarneveltstraat ·
Vasteland ·
Veerkade ·
Weena ·
Westblaak ·
Westerkade ·
West-Kruiskade ·
Westersingel ·
Westplein ·
Willemskade ·
Willemsplein ·
Witte de Withstraat
Aelbrechtskade ·
Beukelsdijk ·
G.J. de Jonghweg ·
's-Gravendijkwal ·
Havenstraat ·
Henegouwerlaan ·
Keilestraat ·
Keileweg ·
Marconiplein ·
Mathenesserlaan ·
Mathenesserplein ·
Müllerpier ·
Nieuwe Binnenweg ·
Piet Heynsplein ·
Piet Heynstraat ·
Puntegaalstraat ·
Rochussenstraat ·
Schiedamseweg ·
Vierhavensstraat ·
Westzeedijk